# Fondo speculativo
Un fondo speculativo (in inglese hedge fund), detto anche fondo hedge, è un fondo comune di investimento privato, amministrato da una società di gestione professionale, spesso organizzato come società in accomandita semplice o società a responsabilità limitata. Nell'ordinamento statunitense, sono tipicamente organizzati come una limited partnership (LP), che è l'analogo della società in accomandita nell'ordinamento italiano e si usa anche per strutturare le società di private equity e venture capital (che non sono hedge fund). Nell'ordinamento italiano, il suo equivalente è il fondo comune di investimento speculativo, un particolare tipo di fondo comune di investimento. Essi possono essere istituiti dalle società di gestione del risparmio, premesso che il fondo costituito deve essere esplicitamente speculativo.

## Nome
Il termine inglese "hedge", letteralmente "siepe", sta a significare che si tratta non di un singolo fondo, ma di più fondi diversi e viene perciò detto anche "fondo dei fondi". Esso si riferisce alle tecniche di hedging, ovvero alle strategie di copertura e protezione usate per ridurre i rischi e la volatilità dei portafogli, con l'intento di gestire il patrimonio eliminando in gran parte il rischio di mercato. Per questo motivo la traduzione italiana di "hedge" in "speculativo" non è completamente corretta, poiché in molti casi tali strategie rendono le gestioni dei fondi molto meno aggressive di quanto l'aggettivo "speculativo" lascerebbe intendere.

## Caratteristiche

### Ordinamento statunitense: l'hedge fund, la formula Two and Twenty e l'high-water mark
Come indica il nome stesso, l'hedge fund è un fondo, tale per cui il capitale sociale/di rischio è formato da un roaster e un raggruppamento/pool di denaro proveniente dai vari soci che vi partecipano. In gran parte dei casi, l'accesso è ristretto agli individui ad alto patrimonio netto (high net worth individuals HNWI) dato che il requisito per partecipare al fondo è un versamento pari o superiore a 100.000$ o 250.000$ (in altri hedge fund che adottano una entry strategy molto più ristretta, il conferimento minimo può essere pari ad alcuni milioni di dollari); il fatto che il socio partecipante sia un investitore accreditato secondo i criteri della Securities and Exchange Commission è importante visto che essi possono comprare e vendere azioni in contesto privato con meno limitazioni e regolamentazioni.
Il fondo viene solitamente strutturato come una limited partnership (LP), tale per cui i soci (limited partners) consegnano/accomandano il potere gestionale a un amministratore/gestore, ovvero il fund manager (in questo preciso caso, l'hedge fund manager). I soci hanno responsabilità limitata, mentre gli hedge fund manager (uno o più e con la possibilità di riunirsi in comitati o simili organi collegiali) hanno responsabilità illimitata: se il fondo contrae dei debiti, il manager può risponderne personalmente se il capitale sociale del fondo è insufficiente per soddisfare il credito. Gli hedge fund manager sono detti "general partner" e equivalgono ai soci accomandatari, letteralmente "coloro a cui si cede il potere gestionale". I limited partner, per la legge statunitense, possono essere al massimo 99.
I soci azionisti dell'hedge fund (i limited partner) partecipano ai profitti sotto forma di dividendi secondo il principio plutocratico, tale per cui sono suddivisi in base a quanto denaro hanno versato in input nel capitale sociale; per esempio, se un socio ha versato in totale il 12% del capitale sociale (e questa somma può essere milionaria se non addirittura miliardaria), gli spetta ogni volta il 12% di tutti i profitti raccolti.
La paga dell'hedge fund manager è stabilita dalla somma di una management fee (pari di solito al 2% degli asset gestiti, ovvero gli Asset Under Management AUM) e di una sorta di bonus in base alla performance dell'hedge fund: più il fondo guadagna, più guadagna. Per la precisione, il 20% di tutti i guadagni annuali spetta al manager, dunque il rimanente 80% viene suddiviso in dividendi. Questa formula molto diffusa si chiama 2-and-20, "Two and Twenty"; il 2% di management fee (questa fee non deriva dai profitti) è presente se il fondo è particolarmente attivo (solitamente, lo stile di management è aggressivo e il portfolio di investimenti può cambiare più volte in un anno), altrimenti può calare a 0,5%, che è anche la tipica management fee di un mutual fund. Questa strategia non solo incentiva il manager a gestire nel miglior modo possibile il fondo, ma lo incentiva a non essere opportunistico siccome un suo comportamento simile porterebbe a problemi tra il manager e gli azionisti (è uno dei principali problemi di agency). In più, la modulazione della management fee incentiva il manager a essere non solo diligente, ma anche particolarmente attivo nel cercare e effettuare investimenti. Dato che gli hedge fund possono avere un capitale milionario o miliardario, i profitti e le paghe dei top manager o top executive (e quindi dei general partner) possono essere anche milionari. Se l'hedge fund o un altro fondo incorre in delle perdite (che nel caso degli hedge fund possono essere ingenti), e.g. 20%, e perde dunque valore, il manager prima di poter ricevere di nuovo il bonus deve riportare il valore del fondo al massimo valore del fondo raggiunto in precedenza, detto high-water mark. Questa strategia serve a evitare che il manager abbia lauti guadagni nonostante una pessima performance del fondo: infatti, riceve solo la management fee. In più, evita che riceva soldi in continuazione a ogni profitto, pure se basso.
Quanto al tipo di investimento degli hedge fund, essi investono per raccogliere il maggior profitto possibile nel minor tempo possibile in ogni modo possibile. Quindi, a differenza dei fondi di private equity, investono sia in private equity che in public equity, ovvero comprano azioni sia tramite canali privati e non regolamentati (over the counter OTC) che tramite il mercato pubblico e regolamentato, ovvero la borsa (stock exchange); non solo investono in equity, ma anche in obbligazioni/bond, tale per cui praticano l'equity financing che il debt financing (come spiega la corporate finance, finanziano le società target dell'investimento tramite equity o a debito, visto che i soldi dell'obbligazione vanno interamente restituiti maggiorati di interessi alla data di scadenza/maturità). In più, comprano anche i derivati come i forwards, futures, option e SWAP (dunque investono in tutte le security esistenti), le valute/currency e commerciano pure in commodity, che sono tipicamente materie prime o prodotti poco lavorati per produrre altro e che possono essere rivenduti più volte prima di essere concretamente utilizzati (e.g. grano, farina, cotone, caffè, tabacco, metalli, petrolio, ecc.). In sintesi, il portafoglio di investimenti e l'ambito (pubblico o privato) è amplissimo e ha l'obiettivo di realizzare il maggior profitto possibile nel minor tempo possibile (il mezzo, come appena visto, è qualunque prodotto finanziario che genera utili/profitti e si può comprare e rivendere, tale per cui si può guadagnare anche dalla rivendita se il prezzo si alza e il prodotto e la società emittente sono attraenti).
Gli hedge fund sono degli open-end fund siccome possono in teoria emettere un numero infinito di azioni e raccogliere denaro all'infinito, mentre altri fondi possono essere open-end fund oppure closed-end fund, tale per cui non possono emettere azioni e alimentare il fondo con finanziamenti potenzialmente in modo illimitato. Ma il numero di soci, negli Stati Uniti, è limitato a 99 (ma un solo socio può anche finanziare l'hedge fund per miliardi di dollari e nonostante ciò detenerne una piccola porzione).
Gli hedge fund hanno una minima protezione da liquidazione siccome, se non ne avessero, i soci potrebbero ritirare il loro investimento in qualunque momento (il fondo dovrebbe rimborsarli): dopo l'acquisto della partecipazione, i soci non possono ritirare il loro investimento per tipicamente da 3 a 7 anni (medio termine). Questo blocco viene chiamato "lock-up period" e ricorda molto l'IPO Lock-Up nella IPO, che però dura solitamente da tre a sei mesi e riguarda solo coloro che sono già azionisti della società che si quota in borsa.
Un hedge fund può investire in qualunque campo e prodotto: security (azioni, bond e derivati), commodity, real estate, valute... e può investire nelle società di qualunque grandezza, dalle blue chip (cioè quelle con una capitalizzazione azionaria "large-cap") alle startup molto innovative e con un enorme potenziale, che invece sono delle nano-cap ma possono generare ingenti profitti e aumentare di valore se crescono. Le startup dunque possono beneficiare di grandi finanziamenti come seed capital dagli hedge fund laddove non sono reperiti tramite gli angel investor.

### Strategie e stili di investimento degli hedge fund e relative scelte
I fondi speculativi hanno l'obiettivo di produrre rendimenti costanti nel tempo, con una bassa correlazione rispetto ai mercati di riferimento, tramite investimenti singolarmente ad alto rischio finanziario, ma con possibilità di ritorni molto fruttuosi: suddividendo infatti i rischi in una pluralità di operazioni, un'operazione "andata bene" può bilanciare diverse operazioni senza ritorno.
I fondi speculativi usano solitamente uno o più strumenti o strategie di investimento anche complessi e sofisticati come:
- compravendita di azioni/share (ne esistono di più tipi) anche simultanea se i titoli sono collegati (arbitraggio; da non confondere con l'arbitrato, una ADR)
- compravendita di obbligazioni/bond (ne esistono di più tipi) anche simultanea se i titoli sono collegati (arbitraggio)
- vendita allo scoperto (short selling o "vendite in short" come exit strategy; chi vende in short si chiama "short seller" e, quando vende allo scoperto, vende titoli non posseduti);
- compravendita di derivati/derivates, ovvero i forwards, futures, option e SWAP, ognuno con i suoi sotto-tipi (pertanto, gli hedge fund commerciano tutte le security)
- posizione di investimento determinata tramite hedging per coprire il rischio finanziario (tale per cui gli hedge fund non sono fondi speculativi in toto; vengono coinvolte le security, le assicurazioni e gli exchange-traded fund ETF);
- utilizzo della leva finanziaria grazie alla capacità di indebitarsi (leverage, per esempio per mettere in atto un leveraged buyout LBO o altre operazioni con soldi presi a prestito con interessi e mettendo i vasti asset del fondo come garanzia). A causa di questa strategia, se l'hedge fund si indebita troppo e non genera profitti, in dei momenti di crisi anche internazionali (e.g. la crisi del 2008) perde gran parte degli asset o viene liquidato dopo la dichiarazione di bancarotta.

Sono contraddistinti dal numero ristretto di soci partecipanti e dall'elevato investimento minimo richiesto. L'atteggiamento di investimento dell'hedge fund è più o meno speculativo (non è sempre altamente speculativo a priori) ed è meno aggressivo se si usano l'hedging, i derivati e la leva finanziaria. Pertanto, gli hedge fund non solo adottato diverse strategie, ma contemporaneamente le legano a diversi stili di investimento siccome la filosofia di investimento è diversa. Gli stessi hedge fund si possono anche classificare in base allo stile di investimento.
I fondi speculativi pertanto si caratterizzano per:
- l'utilizzo di tecniche e strumenti di gestione avanzati, spesso non adottabili dai fondi comuni (o direzionali) per motivi regolamentari;
- la struttura commissionale, basata su una commissione di gestione annua e una commissione di performance (tipicamente rispettivamente pari a 2% e 20%);
- l'investimento nel fondo speculativo di una quota rilevante di capitale da parte dei gestori.

Un investitore ad alto reddito e investitore accreditato che desidera dedicare una modesta parte del suo portafoglio di investimenti (investment portfolio) in un hedge fund, per quanto il conferimento iniziale sia piuttosto caro, di base deve osservare lo stile di investimento del fondo e il tasso di ritorno sull'investimento ROI annuale per vedere come agisce e la sua profittabilità; dopodiché, si effettuano dei paragoni tra fondi aventi lo stesso stile e la loro profittabilità lungo gli ultimi anni (e.g. gli ultimi cinque anni). Se necessario, l'investitore deve osservare anche quanto lo statuto dell'hedge fund chiede come conferimento minimo (minimum investment) di un socio in ingresso e quanto dura il lock-up period (un lungo lock-up può creare rischi siccome l'investimento non è ritirabile e dunque l'exit strategy è fortemente vincolata). Molti altri dati sono contenuti nei report finanziari come il foglio di bilancio, che eventualmente è stato revisionato da un'agenzia di audit (per esempio, tramite gli asset totali, si può osservare la grandezza del fondo/fund size); per motivi di information disclosure, è possibile anche consultare lo statuto dell'hedge fund. Questo gruppo di osservazioni consente un'analisi e valutazione basilare dell'hedge fund.
La tassazione dei profitti dell'hedge fund deriva dalla sede legale in cui l'hedge fund è fondato. Ogni paese ha il suo diritto tributario (tax law).

### Ordinamento italiano: il fondo comune di investimento speculativo
L'hedge fund italiano è il "fondo comune di investimento speculativo", regolamentati dal decr. Min. Tesoro 228/1999 datato 24 maggio 1999. Il nome completo è "Regolamento attuativo dell’art.37 del decreto legislativo 24 febbraio 1998, n.58, concernente la determinazione dei criteri generali cui devono essere uniformati i fondi comuni di investimento". Come dice il nome stesso, regola i fondi comuni di investimento, che possono anche essere impostati e tarati come speculativi (di fatto, sono di svariati tipi e sono anche regolati dal Testo Unico della Finanza TUF).
Quest'ultimo costituisce uno schema strutturale atipico disciplinato attraverso negozi privatistici, disancorato dalle modalità di partecipazione e dall'oggetto tipico dell'investimento rispetto ai fondi comuni classici.
Le Società di gestione del risparmio (SGR) possono istituire fondi speculativi il cui patrimonio è diverso da quello previsto in via prudenziale dalla Banca d'Italia con reg. 20/09/1999. Questo decreto, datato 20 settembre 1999 e composto da 8 capitoli, si chiama "Regolamento recante disposizioni per le società di gestione del risparmio".
Le caratteristiche indicate dal decreto in questione sono:
- l'ammontare minimo non inferiore a 500.000€;
- le quote non possono essere oggetto di sollecitazione.

Precedentemente sussisteva anche un limite massimo di partecipanti pari a 200, abrogato dal d. l. 29 novembre 2008, n. 185. Tale decreto ha anche creato i cosiddetti side pockets, che consentono di trasferire le attività illiquide del fondo speculativo in un fondo comune d'investimento di tipo chiuso appositamente costituito (cosiddetto fondo chiuso di side pocket) e di modulare le richieste di rimborso del fondo speculativo nel rispetto dell'interesse e della parità di trattamento dei partecipanti.
Il regolamento del fondo deve, inoltre, menzionare la rischiosità e la circostanza che esso viene gestito in deroga ai divieti stabiliti dalla Banca d'Italia e dalla CONSOB.
Nel regolamento del fondo sono indicati i beni oggetto dell'investimento e le modalità di partecipazione (conferimenti e ritiro delle quote).
In considerazione degli effetti potenziali sulla stabilità delle SGR, i fondi speculativi possono essere istituiti o gestiti solo dalle Società che hanno per oggetto esclusivo l'istituzione o la gestione di tali fondi.

### Il fondo di fondi (FoF) e gli hedge fund quotati
Esiste un modo per investire in un hedge fund nonostante non si sia un individuo ad altro patrimonio netto HNWI, ma si deve utilizzare una via traversa: investire in un fondo di fondi (fund of funds, FoF), detto anche "multi-manager investment". Come la parola stessa accenna, è un fondo che raccoglie le partecipazioni di più azionisti (anche gente comune) e che, come obiettivo/oggetto sociale, investe negli altri fondi; tra di essi, ci sono anche gli hedge fund nei quali si entra con investimenti alti tale per cui il FoF può entrare in qualità di partecipante in un hedge fund (per esempio, se l'investimento minimo è pari a qualche milione). Da qui si ricava che anche una società può investire in un hedge fund, non solo un HNWI. I fondi di fondi possono quotarsi in borsa, altrimenti si finanziano tramite equity al di fuori di questo mercato pubblico e regolamentato, pertanto assumono la forma di un fondo di private equity (per la precisione e per evitare confusioni, di un FoF di private equity). Tutti i fondi in cui un FoF investe si dice "portafoglio di fondi" (funds portfolio). I FoF sono "fettered" (incatenati/con restrizioni/con freni) se investono in fondi gestiti dallo stesso FoF oppure "unfettered" (scatenati/senza restrizioni/senza freni) se possono investire in qualunque fondo disponibile nel mercato dei fondi a piacimento. Avendo una grande vastità di fondi e tipologie di fondi a disposizione, i FoF hanno grandi possibilità di diversificare il portafoglio fondi (e dunque il portafoglio di investimenti) e minimizzare il rischio. Un indice che riguarda i FoF è il Barclay Fund of Funds Index della Barclay-Hedge, il cui database indica il ROI medio di tutti i FoF contenuti (circa 600). Nel marzo 2019, il ROI medio era del 3,95% annuo.
In rari casi, un hedge fund si quota in borsa e dunque si apre a tutti gli azionisti. Siccome gli hedge fund hanno talvolta rendimenti molto volatili, una valutazione precisa dell'IPO avviene raramente e lo stesso valore delle azioni e del fondo possono oscillare. In più, gli hedge fund manager sono focalizzati sui ritorni sull'investimento massimizzati e nel minor tempo possibile piuttosto che nell'innalzare lo shareholder value alla maniera di una comune corporation.

## Storia degli hedge fund
Il primo fondo speculativo fu fondato nel 1949 da Alfred Winslow Jones (9 settembre 1900 - 2 giugno 1989), un sociologo e giornalista finanziario di origine australiana e laureato ad Harvard. La società, che gestiva il primo hedge fund, si chiamava A.W. Jones & Co. e aveva implementato personalmente alcuni trend di investimento riportati in un articolo scritto da lui stesso per la rivista Fortune nel 1948. Raccolse dunque 100.000$, di cui 40.000 suoi e 60.000 dei soci e effettuò investimenti alternando minimizzazioni dei rischi su alcuni stock vendendone allo scoperto (short selling) degli altri e usando anche la leva finanziaria, implementando dunque per la prima volta il modello oggi classico detto long/short equities model. Il fondo ebbe un grande successo e, nel primo anno, guadagnò il 17,3%. Nel 1952 diede al suo fondo una struttura di limited partnership (LP) e introdusse anche l'incentivo come bonus agli hedge fund manager (ovvero i general partner) per incentivarli a gestire il fondo in modo diligente per guadagnare di più. Lo stesso Jones contribuì a coniare il nome, siccome descrisse il suo stesso fondo "hedged fund" (la parola "hedge" riferita alla mitigazione dei rischi/risk mitigation era già diffusa e oggi è anche usata in pragmatica per indicare come la forza o certezza del messaggio viene diminuita per sembrare meno diretti, e.g. "Sei brutta VS Non sei davvero carina"). L'espressione "hedge fund" in riferimento al fondo di Jones è stata coniata da Carol Loomis.
Gli hedge fund avevano superato in rendimento i mutual funds e, grazie alla pubblicazione di un articolo di Fortune del 1966 che ne riportava le ottime performance nel periodo 1956-1965, esplosero in popolarità. Nacquero così in tre anni più di 130 fondi speculativi, tra cui il Quantum Fund di George Soros e Jim Rogers a cui, tra i vari investitori, parteciparono pure i Rothschild. Ma i vari hedge fund appena nati si allontanarono dal modello classico di Alfred Jones (attaccato, tra i vari, anche da Loomis), puntarono sulla leva finanziaria nel lungo termine per finanziare attività molto più rischiose e aggressive e accusarono dunque delle perdite enormi tra il 1969 e il 1970. Solo due sopravvissero a questo periodo di perdite e al successivo crollo del mercato azionario del 1973-1974 scatenato dalla crisi petrolifera del 1973: il Quantum Fund di George Soros (fondato nel 1973) e lo Steinhardt Partners di Michael Steinhardt (fondato nel 1967).
Dopo una ripresa intorno alla metà degli anni '80, negli anni '90 gli hedge fund tornarono ad attirare manager e investitori a scapito dei mutual fund ed ebbero un boom di profitti destinato a durare poco.
Tra gli anni '90 e i primi anni 2000, si colloca infatti il secondo periodo di fallimenti spettacolari di hedge fund. Il più famoso fallimento di un hedge fund, avvenuto però nel 1998, fu quello del Long-Term Capital Management (LTCM), fondato nel 1994, per il quale due economisti, il canadese Myron Scholes e lo statunitense Robert Merton, misero a punto un modello economico moltiplicatore di perdite e guadagni, ottenendo per questo il premio Nobel per l'economia nel 1997. Grazie al meccanismo messo a punto dai due matematici, nei primi due anni di vita l'LTCM aveva aumentato dell'80% la sua dotazione iniziale. Tuttavia nel 1998, con andamenti ribassisti anche lievi, il fondo aveva praticamente azzerato la sua liquidità, e venne per questo successivamente rilevato e svenduto dal Dipartimento del tesoro degli Stati Uniti d'America. Questo periodo di fallimenti si conclude con lo scoppio della bolla delle dot-com e con il periodo di enormi scandali legati alle corporation, come ad esempio il fallimento della Enron, della WorldCom, il crack Parmalat e dell'agenzia di audit Arthur Andersen. Sulla scia di questi scandali internazionali, negli Stati Uniti è stato promosso il Sarbanes-Oxley Act del 2002. Altri scandali legati agli hedge fund riguardano il reato di insider trading, di cui un caso esemplare è quello del Galleon Group gestito da Raj Rajaratnam, che ha chiuso nel 2009; il suo gestore è stato condannato nel 2011 a 11 anni di carcere per frode e insider trading siccome si era fatto consegnare delle informazioni insider da un membro della Goldman Sachs.
Passato il periodo di bolle, scandali e fallimenti di hedge fund, negli ultimi 20 anni il numero di hedge fund ha subito un'impennata enorme e sono talvolta soggetti a controversie (il loro nome in italiano, "fondo speculativo", contribuisce a connotarli in maniera negativa, anche se la loro strategia di investimento non è a priori sempre aggressiva). Nel 2002, c'erano circa 2000 hedge fund, schizzati a 10.000 nel 2015; dopo una breve diminuzione a causa di fallimenti seguiti da liquidazioni, nel 2019 sono nuovamente schizzati a poco oltre 11.000, di cui quasi metà negli Stati Uniti e Canada. Nel marzo 2020, erano 15.000. Secondo il Preqin Globla Hedge Fund Report, nel 2018 tutti gli asset di tutti gli hedge fund messi insieme valevano 3,2 trilioni di dollari.

## I cinque più grandi fondi speculativi al mondo (2020)
Secondo la classifica 2020 di ADV Ratings, i cinque hedge fund più grandi al mondo, tutti miliardari, sono:
- Bridgewater Associates, 160 miliardi di dollari di asset
- Renaissance Technologies, 68 miliardi di dollari di asset
- Man Group, 62 miliardi di dollari di asset
- AQR Capital Management, 185 miliardi di dollari di asset
- Two Sigma, 43 miliardi di dollari di asset

BlackRock, anche se ha 10 trilioni di dollari, gestisce più fondi perlopiù exchange-traded fund (ETF), quindi non è interamente un fondo speculativo.

## Differenza tra l'angel investor, il private equity fund e l'hedge fund
- L'angel investor, o business angel, è un singolo individuo ad alto patrimonio netto HNWI (a prescindere che sia un investitore accreditato o meno) che, da solo o tramite una rete informale, investe parte della sua ricchezza nelle azioni (tipicamente penny stock) di startup innovative e ad alto potenziale per farle crescere tramite del capitale "iniziale", il seed capital. Dopo che cresce, l'angel investor può trarre profitto sotto forma di dividendi dal loro sviluppo; le startup invece crescono e possono ricevere altri investimenti/finanziamenti ancora una volta che diventano profittevoli e attraenti (first round of investment, dopo il seed capital), tale per cui la loro capitalizzazione azionaria aumenta (e.g. da nano-cap diventano micro-cap).
- Il fondo di private equity (e.g. venture capital) invece è un fondo strutturato come limited partnership (LP) e simili, è basato su un gruppo/pool di investitori e ha l'obiettivo/oggetto sociale di investire solitamente in aziende già avviate (sporadicamente in startup) per ricavare profitti e aiutarle a crescere (se in più si stabiliscono le relazioni di livello C (cioè con lo chief executive officer e lo chief financial officer), si può attuare la strategia di investing in upside tramite l'affiancamento attivo dei manager del fondo). Il profitto nel medio termine (4-7 anni) risiede nella raccolta di dividendi o nella vendita della partecipazione azionaria a una grande corporation. Possono sbarrare l'accesso tramite una soglia molto alta di contribuzione (entry strategy) o possono raccogliere il capitale di investimento del fondo tramite la compravendita libera di azioni (possono anche quotarsi in borsa). Alcuni fondi LP possono specializzarsi, e.g. real estate partnership se si investe nel real estate. Una LP non è una persona giuridica.
- Il fondo speculativo è in molti punti analogo a un fondo qualunque di private equity: è tipicamente strutturato come una limited partnership (LP) e, come entry strategy, possono sbarrare l'accesso tramite una soglia molto alta di contribuzione, e.g. 100.000$ o 250.000$ o anche dei milioni di dollari, tale per cui bisogna essere un individuo ad alto patrimonio netto (è raro che siano aperti a tutti). Anche gli hedge fund partecipano alle aziende comprandosi le loro azioni per ricavarne profitti, ma come prima differenza possono agire nella sfera sia della private equity che della public equity siccome le comprano e vendono sia over the counter OTC che in borsa. Il secondo è il fatto che comprano anche i bond, tale per cui non si limitano a praticare il public equity financing e il private equity financing, ma anche il finanziamento del debito (vedasi finanza d'impresa). La terza, da cui si intuisce come il loro campo di azione sia vastissimo, deriva dal fatto che i fondi speculativi investono in tutte le security, cioè in azioni, obbligazioni ma anche nei derivati come le commodity future (i derivati sono i forward, future, option e SWAP, ognuno con i suoi sottotipi esattamente come per le azioni e le obbligazioni) tramite canali pubblici (borsa) e privati (OTC). Ultimo ma non ultimo, gli hedge fund sono altamente speculativi siccome hanno l'obiettivo di guadagnare il più possibile nel minor tempo possibile e in qualunque modo possibile. In più, siccome sono composti da investitori accreditati, negli Stati Uniti hanno bisogno di meno regolamentazione in base agli standard della Securities and Exchange Commission (SEC). Gli hedge fund hanno una minima protezione da liquidazione siccome, se non ne avessero, i soci potrebbero ritirare il loro investimento in qualunque momento (il fondo dovrebbe rimborsarli): dopo l'acquisto della partecipazione, i soci non possono ritirare il loro investimento per tipicamente da 3 a 7 anni (medio termine). Questo blocco viene chiamato "lock-up period" e ricorda molto l'IPO Lock-Up nella IPO, che però dura solitamente da tre a sei mesi e riguarda solo coloro che sono già azionisti della società che si quota in borsa. Infine, i fondi speculativi sono degli open-end fund siccome possono in teoria emettere un numero infinito di azioni e raccogliere denaro all'infinito, mentre altri fondi possono essere open-end fund oppure closed-end fund, tale per cui non possono emettere azioni e alimentare il fondo con finanziamenti potenzialmente in modo illimitato. Al massimo, negli USA, hanno un numero limitato di soci, 99.

Esistono comunque altri tipi di fondo, come i fondi pensione, i mutual fund e gli exchange-traded fund ETF. Tutti e tre possono essere sia open-end fund che closed-end fund. A essi si aggiungono, ovviamente, i fondi di fondi FoF.